# Amadou Pathé Diallo
Amadou Pathé Diallo (Bamako, Mali, 11 de octubre de 1964) es un exfutbolista y entrenador de fútbol de Malí que jugaba en la posición de centrocampista.

## Carrera

### Club
| Periodo   | Club               |
| --------- | ------------------ |
| 1980-1987 | AS Real Bamako     |
| 1987-1988 | Sporting CP        |
| 1988-1989 | Académico de Viseu |
| 1989–1990 | FC Penafiel        |
| 1990–1996 | CDR Quarteirense   |
| 1996–2000 | Portimonense SC    |

### Selección nacional
Jugó para Malí en 12 ocasiones de 1983 a 1997 y anotó 2 goles; participó en la Copa Africana de Naciones 1994.

### Entrenador
| Periodo | Club |
| ------- | ---- |
| 2006    | Malí |
| 2012    | Malí |
| 2013    | Malí |

## Logros
- Primera División de Malí (4): 1980, 1981, 1983, 1986
- Copa de Malí (1): 1980